# Kunigal Thimmanahalli, Madhugiri
Kunigal Thimmanahalli là một làng thuộc tehsil Madhugiri, huyện Tumkur, bang Karnataka, Ấn Độ.